# Delia Gualtiero (album)
Delia Gualtiero è il primo ed eponimo album di Delia Gualtiero, pubblicato dalla Polydor Records nel 1982.

## Tracce
1. Occhi (Marco Tansini - Diego Michelon - Delia Gualtiero)
2. Per restare qui (Red Canzian - Ambrogio Lo Giudice)
3. Fino a domani (Diego Michelon - Delia Gualtiero - Ambrogio Lo Giudice)
4. Lasciatemi la voce (Marco Tansini - Ambrogio Lo Giudice)
5. Figlia di un minuto (Diego Michelon - Delia Gualtiero - Ambrogio Lo Giudice)
6. Fuoco (Marco Tansini - Diego Michelon - Ambrogio Lo Giudice)
7. Donne al tramonto (Marco Tansini - Ambrogio Lo Giudice)
8. Lei non abita più qui (Valerio Negrini - Roby Facchinetti)
9. Passo dopo passo (Ron - Ambrogio Lo Giudice)
10. Anni di pioggia (Marco Tansini - Diego Michelon - Ambrogio Lo Giudice - Ambrogio Lo Giudice)

## Formazione
- Delia Gualtiero – voce, cori
- Marco Tansini – chitarra elettrica, cori, percussioni, pianoforte, battito di mani
- Red Canzian – basso, cori, battito di mani
- Ron – chitarra acustica, cori
- Roby Facchinetti – pianoforte
- Renato Cantele – basso
- Lele Melotti – batteria, percussioni, batteria elettronica
- Diego Michelon – pianoforte, sintetizzatore, battito di mani, Fender Rhodes
- Dodi Battaglia – chitarra elettrica
- Rudy Trevisi – sax alto, percussioni, clavicembalo, battito di mani
- Lucio Dalla – sax, pianoforte, Fender Rhodes
- Ambrogio Lo Giudice, Dario Dosi – cori